# Artère supra-scapulaire
L'artère supra-scapulaire (ou artère sus-scapulaire ou artère scapulaire supérieure) est une artère du cou.

## Trajet
L'artère supra-scapulaire nait du tronc thyro-cervical.
Elle se dirige en avant et en dehors passant devant le muscle scalène antérieur, le nerf phrénique, l'artère subclavière et le plexus brachial
Elle passe derrière le muscle sterno-cléido-mastoïdien, puis derrière la clavicule longeant le muscle subclavier et sous le ventre inférieur du muscle omo-hyoïdien.
Elle atteint le bord supérieur de la scapula et passe au-dessus de l'incisure scapulaire et du ligament transverse supérieur de la scapula. Dans certains cas elle passe au-dessous du ligament .
L'artère pénètre dans la fosse supra-épineuse sous le muscle supra-épineux qu'elle vascularise.
Elle descend ensuite derrière le col de l'omoplate sous le ligament transverse inférieur de la scapula, pour atteindre la fosse infra-épineuse où elle irrigue le muscle infra-épineux et s'anastomose avec l'artère circonflexe scapulaire et l'artère scapulaire dorsale.

## Zone de vascularisation
L'artère supra-scapulaire contribue à la vascularisation des muscles sterno-cléido-mastoïdien, supra-épineux et infra-épineux.
Au cours de son trajet elle fournit également une branche supra-sternale au niveau de l'extrémité sternale de la clavicule qui vascularise la peau de la partie supérieure de la poitrine.
Elle donne une branche acromiale traversant le muscle trapèze qui vascularise la peau au-dessus de l'acromion et qui s'anastomose avec l'artère thoraco-acromiale.
Elle envoie également des branches articulaires aux articulations acromio-claviculaire et gléno-humérale, ainsi qu'une artère nourricière à la clavicule.